# За северным ветром
За северным ветром ― детская книга шотландского писателя Джорджа Макдональда. Впервые начала публиковаться в детском журнале «Добрые слова для юных», начиная с 1868 года. В 1871 году опубликован в виде книги. Это фэнтези о мальчике по имени Даймонд и его приключениях с Леди Северный Ветер.

## Сюжет
В книге писатель повествует историю маленького мальчика по имени Даймонд. Это очень милый маленький мальчик, который радуется везде, куда бы он ни пошел. Даймонд борется с отчаянием и унынием и приносит мир в свою семью.
Однажды вечером, Даймонд лёг спать, но его сну мешал сквозняк, который дул из дыры в стене чердака, где была спальня мальчика. Даймонд пробует закрыть эту дыру, но сквозняк оживает и называет своё имя — Леди Северный ветер. Она просит мальчика не закрывать дыру в стене, так-как через неё она смотрит, как в окно. Даймонд начинает дружить с ней, и они оба отправляются в полёт навстречу новым приключениям.
Леди Северный Ветер совершает добрые дела и помогает людям, но она также совершает, казалось бы, ужасные вещи. По одному из своих заданий она должна потопить корабль. Однако всё, что она сделала плохое, в конечном итоге приводит к чему-то хорошему. Северный Ветер кажется единством противоположностей, работающих по воле Бога для добрых дел.

## Сокращенные издания
В 1914 году книга  «За северным ветром» была опубликована в упрощённом виде. Эта более новая версия укоротила первоначальную длину приблизительно с 89 339 слов до 27 605 слов. Картинки к этой версии нарисовала художник Мария Л. Кирк.